# Anna Eliza Williams

Anna Eliza Williams

Anna Eliza Williams (2 juni 1873 – 27 december 1987) was een Britse supereeuwelinge en de oudste levende persoon ter wereld gedurende ruim 11 maanden.

## Levensloop
Williams werd geboren in een dorp in Shropshire in 1873 als Anna Davies. Ze huwde met William Henry Williams, die in 1954 overleed. Op 5 juni 1975 stemde zij in het referendum over het EG-lidmaatschap van Groot-Brittannië vóór behoud van het lidmaatschap. Op het eind van haar leven woonde ze in het Tuxedo Home for the Aged in Swansea.
Met de dood van Mary McKinney op 2 februari 1987 werd ze de oudste mens ter wereld. Ze overleed 11 maanden later op 114-jarige leeftijd in het Tuxedo Home. Ze werd als oudste mens opgevolgd door Florence Knapp en als oudste Europese door Jeanne Calment.
Meerdere familieleden van Williams bereikten eveneens hoge leeftijden: haar moeder werd 94, en Williams zeven broers en zussen werden minstens 80 jaar oud. De oudste werd zelfs 101. Connie Harvey, de dochter van Williams, bereikte een leeftijd van 107.